# Бэринг, Френсис
Френсис Бэринг, 1-й барон Нортбрук (англ. Francis Thornhill Baring, 1st Baron Northbrook; 20 апреля 1796 — 6 сентября 1866) — английский политический деятель.
Окончил курс в Оксфордском университете; с 1826 по 1865 годы был членом Палаты общин. В политике примкнул к вигам.
С 1830 по 1834 годы был лордом казначейства, а в министерстве Мельбурна — секретарём, потом канцлером казначейства. В 1849—1852 годах занимал должность лорда адмиралтейства. При образовании министерства Рассела — Гладстона 4 января 1866 года был, с титулом лорда Нортбрук, возведён в достоинство пэра.
Был женат дважды:
- на Джейн Грей, племяннице Чарлза, 2-го графа Грея (от этого брака, среди прочих, родился будущий вице-король-Индии)
- на Арабелле, дочери Кеннета Говарда, 1-го графа Эффингема.